# Кальчакі (долина)
26°26′55″ пд. ш. 65°58′35″ зх. д. / 26.448538511111° пд. ш. 65.976446288889° зх. д.
Кальчакі́ (ісп. Valles Calchaquíes) — система долин у Великому північному регіоні Аргентини, яка перетинає провінції Сальта, Катамарка та Тукуман. Відома своїми унікальними географічними умовами, які коливаються від гірських пустель до субтропічного лісу.
Названа за назвою індіанського племені Кальчакі, яке проживало в даній місцевості до приходу іспанців.
Найвідвідуваніші туристичні пам'ятки долини це Тафі-дель-Вальє, Сан-Карлос, Санта-Марія.

## Галерея

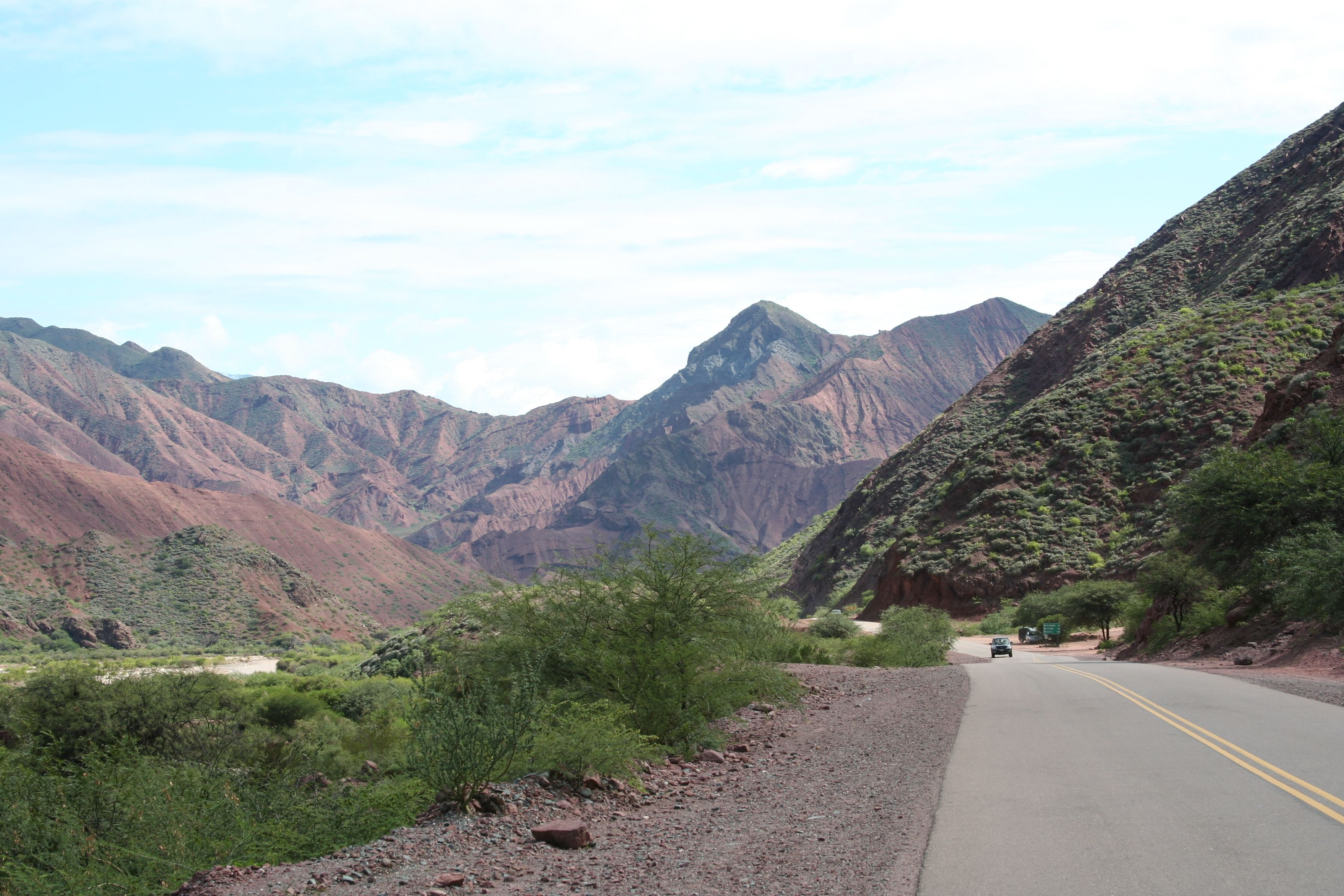
Кебрада-де-лас-Кончас[es]
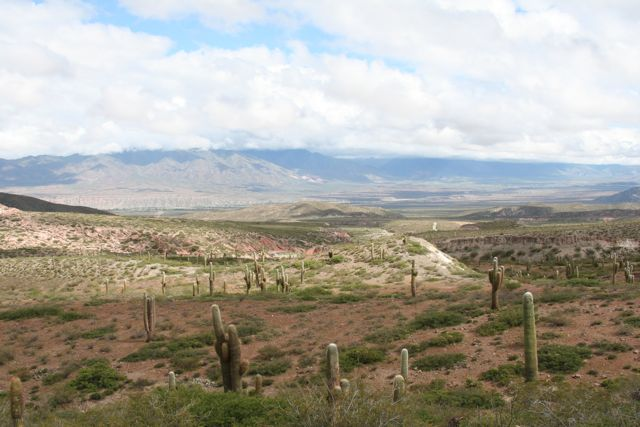
Качі[en]
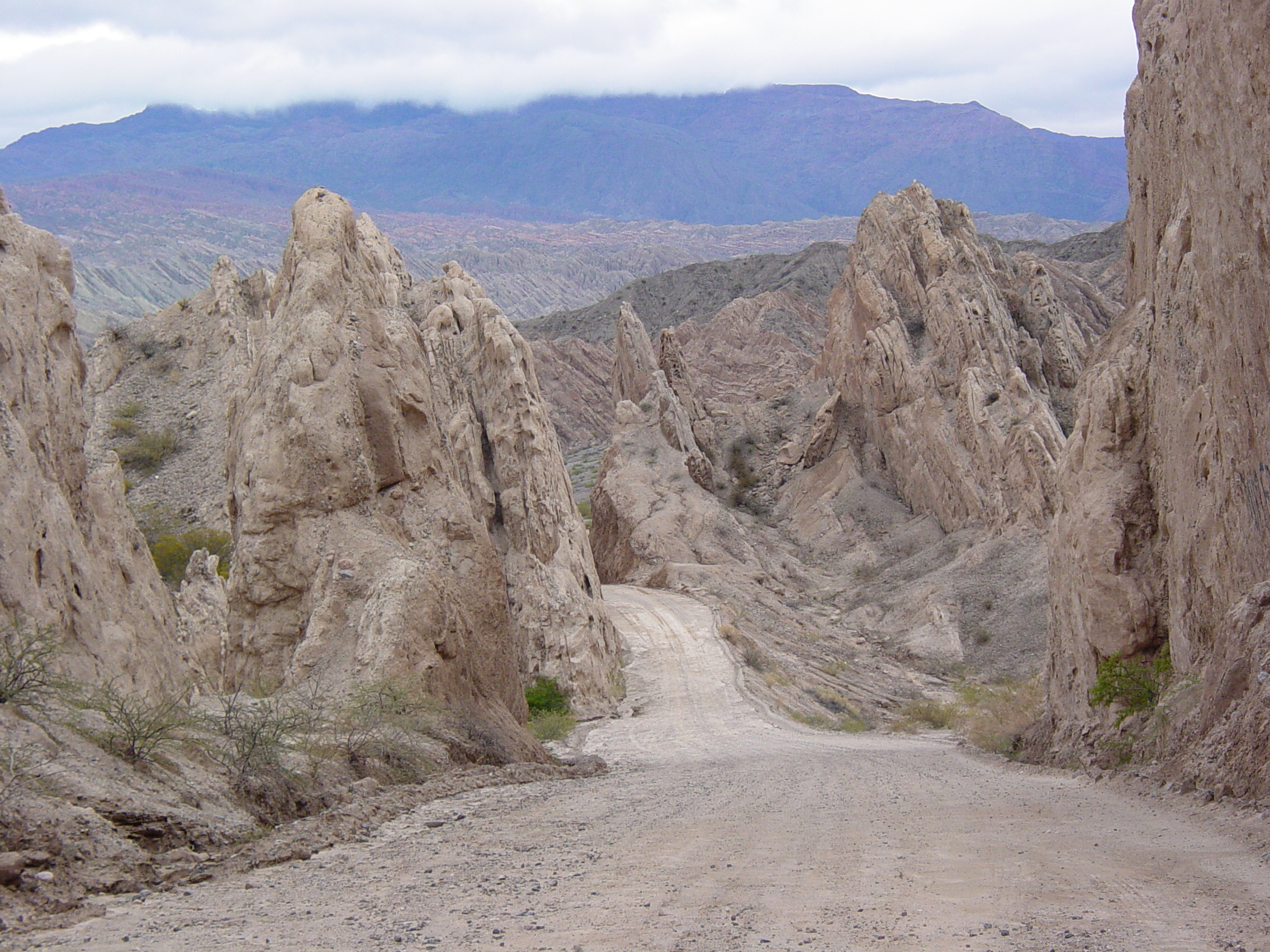
Кебрада-де-лас-Флечас[en]
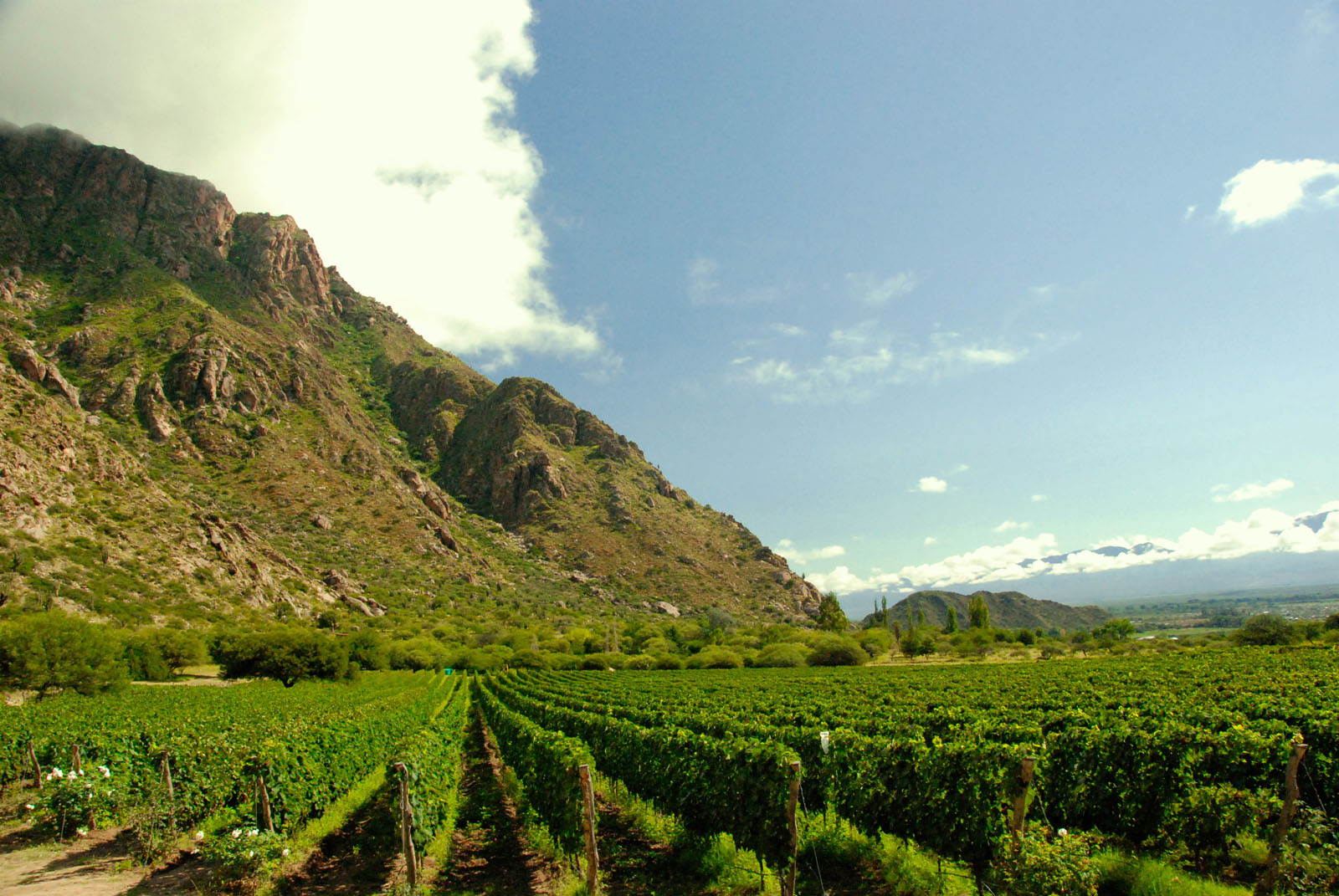
Кафаяте[en]
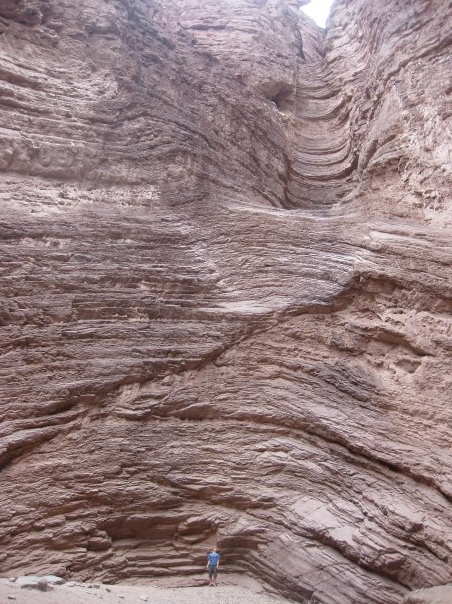
Скелястий амфітеатр у долині Кальчакі
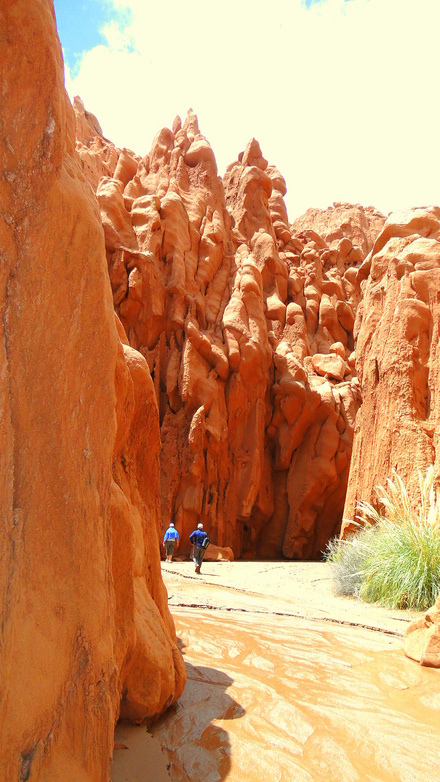
Аксібі (долина печер)